# Joan Ramon i Pera
Joan Ramon i Pera (Vilassar de Mar, 22 de febrer de 1909 - Barcelona, 7 d'abril de 1968) fou un futbolista català dels anys 1920 i 1930.

## Trajectòria
Sorgit del planter del FC Barcelona, jugà durant 10 temporades al club entre 1926 i 1935, en les quals diputà 209 partits i marcà 148 gols. Jugava a la posició de davanter, entenent-se de meravella amb Josep Samitier. Fou un dels integrants de la plantilla que guanyà la primera lliga espanyola, celebrada la temporada 1928-29. Debutà en la lliga en el partit Racing 0 - FC Barcelona 2 el dia 12 de febrer de 1929. En el seu palmarès, a més, destaquen dues Copes d'Espanya i sis Campionats de Catalunya. La seva millor època la visqué entre 1929 i 1934, en què fou titular de l'equip. La darrera temporada, el costa-riqueny Alejandro Morera i Josep Escolà li barraren el pas a la titularitat. Acabà la seva carrera al Girona FC, FC Badalona, RCD Espanyol, amb el qual disputà la lliga Mediterrània, i CF Gavà.
Fou internacional amb la selecció catalana de futbol entre 1931 i 1936.

## Palmarès
FC Barcelona
- Lliga espanyola: 1928-29
- Copa espanyola: 1925-26, 1927-28
- Campionat de Catalunya: 1926-27, 1927-28, 1929-30, 1930-31, 1931-32, 1934-35
- Copa de Campions: 1927-28